# Systema Materiae Medicae Vegetabilis Brasiliensis
Systema Materiae Medicae Vegetabilis Brasiliensis (abreviado Syst. Mat. Med. Veg. Bras.) es un libro ilustrado con descripciones botánicas que fue editado  por el médico, naturalista, botánico y antropólogo alemán Carl Friedrich Philipp von Martius. Se publicó  en el año  1843.